# U–806
Az U–806 tengeralattjárót a német haditengerészet rendelte a brémai Deutsche Schiff und Maschinenbau AG-től 1941. április 10-én. A hajót 1944. április 29-én vették hadrendbe. Egy harci küldetése volt, egy hadihajót elsüllyesztett, egy teherszállítót megrongált.

## Pályafutása
Az U–806 egyetlen őrjáratára 1944. október 30-án futott ki Kristiansandból, kapitánya Klaus Hornbostel volt. Új-Skócia partjainál vadászott, és december 21-én megtorpedózta a brit Samtuckyt, amely a HX–327 konvoj részeként New Yorkból az Egyesült Királyság felé tartott. A hajó nem süllyedt el, és sikerült elérni Halifaxet.
Három nappal később a tengeralattjáró eltalálta az XB–139-es konvojt kísérő kanadai aknaszedőt, a HMCS Clayoquot-t. A 81 fős legénység nyolc tagja életét vesztette.
Az U–806 1945. május 6-án Aarhusnál megadta magát a szövetségeseknek. 1945. június 22-én áthajózott a skóciai Loch Ryanbe, majd a szövetségesek Deadlight hadműveletében december 21-én megsemmisítették.

## Kapitány
| Név              | Kezdőnap          | Zárónap        |
| ---------------- | ----------------- | -------------- |
| Klaus Hornbostel | 1944. április 29. | 1945. május 6. |

## Őrjárat
| Indulás      | Indulónap         | Érkezés      | Zárónap           |
| ------------ | ----------------- | ------------ | ----------------- |
| Kristiansand | 1944. október 30. | Kristiansand | 1945. február 21. |

## Elsüllyesztett és megrongált hajók
| Dátum              | Hajó neve        | Nemzetisége        | Brt  | Konvoj |
| ------------------ | ---------------- | ------------------ | ---- | ------ |
| 1944. december 21. | Samtucky*        | Egyesült Királyság | 7219 | HX–327 |
| 1944. december 24. | HMCS Clayoquot** | Kanada             | 672  | XB–139 |

* A hajó nem süllyedt el, csak megrongálódott

** Hadihajó